# منتخب ألمانيا لهوكي الدحرجة
منتخب ألمانيا لهوكي الدحرجة هو ممثل ألمانيا الرسمي في المنافسات الدولية في هوكي الدحرجة
.